# Ragas and Sagas
Ragas and Sagas från 1992 är ett musikalbum med den norske saxofonisten Jan Garbarek, Ustad Fateh Ali Khan och musiker från Pakistan.

## Låtlista
Låtarna är skrivna av Ustad Fateh Ali Khan om inget annat anges.
1. Raga I – 8:44
2. Saga (Jan Garbarek) – 5:28
3. Raga II – 13:9
4. Raga III – 11:56
5. Raga IV – 12:57

## Medverkande
- Jan Garbarek – sopran- och tenorsax
- Ustad Fateh Ali Khan – sång
- Ustad Shaukat Hussain – tabla
- Ustad Nazim Ali Khan – sarangi
- Deepika Thathaal – sång
- Manu Katché – trummor (spår 2)